# Landtagswahlkreis Havelland II
Der Wahlkreis Havelland II (Wahlkreis 6) ist ein Landtagswahlkreis in Brandenburg. Er umfasst die Stadt Falkensee sowie die Gemeinden Schönwalde-Glien und Dallgow-Döberitz, die im Landkreis Havelland liegen. Wahlberechtigt waren bei der letzten Landtagswahl 53.351 Einwohner.

## Landtagswahl 2024
Für die Landtagswahl 2024 stehen folgende Parteien und Direktkandidaten zur Wahl:
| Direktkandidat        | Partei                    | Erststimmen in % | Zweitstimmen in % |
| --------------------- | ------------------------- | ---------------- | ----------------- |
| Julia Sahi            | SPD                       | 37,1             | 36,0              |
| Heiko Prüwer          | AfD                       | 24,0             | 22,1              |
| Julia Kaeding         | CDU                       | 22,8             | 17,6              |
| Petra Budke           | GRÜNE                     | 6,1              | 7,4               |
| Uwe Abel              | Die Linke                 | 3,3              | 2,1               |
| Knut Fröhlich-Leitert | BVB/FW                    | 5,0              | 2,0               |
| Amid Jabbour          | FDP                       | 1,7              | 1,2               |
| –                     | Tierschutzpartei          | –                | 2,2               |
| –                     | Plus (Piraten, ÖDP, Volt) | –                | 0,7               |
| –                     | BSW                       | –                | 8,1               |
| –                     | III. Weg                  | –                | 0,1               |
| –                     | DKP                       | –                | 0,0               |
| –                     | DLW                       | –                | 0,3               |
| –                     | WU                        | –                | 0,3               |

## Landtagswahl 2019
Bei der Landtagswahl 2019 wurde Barbara Richstein im Wahlkreis direkt gewählt.
Die weiteren Wahlkreisergebnisse:
| Direktkandidat     | Partei           | Erststimmen in % | Zweitstimmen in % |
| ------------------ | ---------------- | ---------------- | ----------------- |
| Ines Jesse         | SPD              | 21,8             | 22,9              |
| Barbara Richstein  | CDU              | 22,3             | 19,5              |
| Jörg Schönberg     | Die Linke        | 6,6              | 6,1               |
| Heiko Prüwer       | AfD              | 16,9             | 18,0              |
| Ursula Nonnemacher | GRÜNE            | 21,2             | 20,1              |
| Knut Leitert       | BVB/FW           | 4,4              | 3,3               |
| –                  | PIRATEN          | –                | 0,7               |
| Amid Jabbour       | FDP              | 4,1              | 5,1               |
| –                  | ÖDP              | –                | 0,7               |
| –                  | Tierschutzpartei | –                | 3,3               |
| –                  | V-Partei³        | –                | 0,3               |
| EB Thomas Fuhl     | –                | 2,7              | –                 |

## Landtagswahl 2014
Bei der Landtagswahl 2014 wurde Barbara Richstein im Wahlkreis direkt gewählt.
Die weiteren Wahlkreisergebnisse:
| Direktkandidat       | Partei    | Erststimmen in % | Zweitstimmen in % |
| -------------------- | --------- | ---------------- | ----------------- |
| Alexander Lamprecht  | SPD       | 27,6             | 27,4              |
| Norbert Kunz         | Die Linke | 11,1             | 11,2              |
| Barbara Richstein    | CDU       | 32,5             | 28,0              |
| Ursula Nonnemacher   | GRÜNE     | 13,7             | 13,6              |
|                      | FDP       |                  | 1,9               |
|                      | NPD       |                  | 1,2               |
| Knut Leitert         | BVB/FW    | 2,1              | 1,2               |
|                      | REP       |                  | 0,2               |
|                      | DKP       |                  | 0,2               |
| Rainer van Raemdonck | AfD       | 13,0             | 13,6              |
|                      | PIRATEN   |                  | 1,7               |

## Landtagswahl 2009
Bei der Landtagswahl 2009 wurde Barbara Richstein im Wahlkreis direkt gewählt.
Die weiteren Wahlkreisergebnisse:
| Direktkandidat     | Partei                                 | Erststimmen in % | Zweitstimmen in % |
| ------------------ | -------------------------------------- | ---------------- | ----------------- |
| Rainer Speer       | SPD                                    | 30,6             | 32,5              |
| Andrea Johlige     | Die Linke                              | 16,4             | 15,8              |
| Barbara Richstein  | CDU                                    | 32,0             | 25,0              |
| -                  | DVU                                    | -                | 00,9              |
| Ursula Nonnemacher | GRÜNE                                  | 11,3             | 11,1              |
| Olaf Karras        | FDP                                    | 07,4             | 10,3              |
| -                  | 50 Plus                                | -                | 00,4              |
| -                  | DKP                                    | -                | 00,1              |
| -                  | REP                                    | -                | 00,4              |
| -                  | Die-Volksinitiative                    | -                | 00,2              |
| -                  | NPD                                    | -                | 01,7              |
| -                  | RRP                                    | -                | 00,6              |
| Hans Link          | Freie Wähler                           | 00,9             | 01,2              |
| Knut Leitert       | Familien-Partei-Deutschlands -FAMILIE- | 01,4             | -                 |

## Landtagswahl 2004
Die Landtagswahl 2004 hatte folgendes Ergebnis:
| Direktkandidat         | Partei          | Erststimmen in % | Zweitstimmen in % |
| ---------------------- | --------------- | ---------------- | ----------------- |
| Heiko Müller           | SPD             | 29,4             | 32,0              |
| Barbara Richstein      | CDU             | 31,2             | 27,0              |
| Harald Petzold         | PDS             | 21,3             | 17,9              |
| –                      | DVU             | –                | 05,2              |
| Dorothea Staiger       | GRÜNE           | 07,1             | 07,8              |
| Eckhardt Lindner       | FDP             | 06,3             | 04,1              |
| –                      | AUB-Brandenburg | –                | 00,2              |
| –                      | JA              | –                | 00,2              |
| Michael Richter-Kempin | AfW             | 03,0             | 00,6              |
| –                      | DKP             | –                | 00,2              |
| –                      | GRAUE           | –                | 01,1              |
| –                      | FAMILIE         | –                | 01,9              |
| –                      | 50 Plus         | –                | 00,8              |
| –                      | Offensive D     | –                | 00,2              |
| Knut Leitert           | BRB             | 01,7             | 00,8              |